# Lista odcinków serialu Grace i Frankie
Poniżej znajduje się lista odcinków (wraz z opisem fabularnym) serialu telewizyjnego Grace i Frankie – emitowanego przez amerykańską stronę internetową platformy Netflix od 8 maja 2015 roku. Serial dostępny jest w polskiej wersji językowej na platformie Netflix.
| Sezon | Sezon | Odcinki | Oryginalna emisja Netflix | Oryginalna emisja Netflix | Oryginalna emisja Netflix | Oryginalna emisja Netflix | Oryginalna emisja Netflix |
| Sezon | Sezon | Odcinki | Premiera sezonu           | Finał sezonu              | Premiera sezonu           | Finał sezonu              |                           |
| ----- | ----- | ------- | ------------------------- | ------------------------- | ------------------------- | ------------------------- | ------------------------- |
|       | 1     | 13      | 8 maja 2015               | 8 maja 2015               | 6 stycznia 2016           | 6 stycznia 2016           |                           |
|       | 2     | 13      | 6 maja 2016               | 6 maja 2016               | 6 maja 2016               | 6 maja 2016               |                           |
|       | 3     | 13      | 24 marca 2017             | 24 marca 2017             | 24 marca 2017             | 24 marca 2017             |                           |
|       | 4     | 13      | 19 stycznia 2018          | 19 stycznia 2018          | 19 stycznia 2018          | 19 stycznia 2018          |                           |
|       | 5     | 13      | 18 stycznia 2019          | 18 stycznia 2019          | 18 stycznia 2019          | 18 stycznia 2019          |                           |

## Sezon 1 (2015)
| Nr | #  | Tytuł              | Reżyseria           | Scenariusz                                    | Premiera Netflix | Premiera Netflix Polska |
| -- | -- | ------------------ | ------------------- | --------------------------------------------- | ---------------- | ----------------------- |
| 1  | 1  | The End            | Tate Taylor         | Marta Kauffman, Howard J. Morris              | 8 maja 2015      |                         |
| 2  | 2  | The Credit Cards   | Scott Winant        | Marta Kauffman, Howard J. Morris              | 8 maja 2015      |                         |
| 3  | 3  | The Dinner         | Bryan Gordon        | Nancy Fichman, Jennifer Hoppe-House           | 8 maja 2015      |                         |
| 4  | 4  | The Funeral        | Tim Kirkby          | Alexa Junge                                   | 8 maja 2015      |                         |
| 5  | 5  | The Fall           | Betty Thomas        | Billy Finnegan                                | 8 maja 2015      |                         |
| 6  | 6  | The Earthquake     | Tristram Shapeero   | Jacquelyn Reingold                            | 8 maja 2015      |                         |
| 7  | 7  | The Spelling Bee   | Tim Kirkby          | Julieanne Smolinski                           | 8 maja 2015      |                         |
| 8  | 8  | The Sex            | Dennie Gordon       | David Budin, Brendan McCarthy                 | 8 maja 2015      |                         |
| 9  | 9  | The Invitation     | Matt Shakman        | Billy Finnegan                                | 8 maja 2015      |                         |
| 10 | 10 | The Elevator       | Miguel Arteta       | Laura Jacqmin                                 | 8 maja 2015      |                         |
| 11 | 11 | The Secrets        | Andrew McCarthy     | Nancy Fichman, Jennifer Hoppe-House           | 8 maja 2015      |                         |
| 12 | 12 | The Bachelor Party | Julie Anne Robinson | Jacquelyn Reingold                            | 8 maja 2015      |                         |
| 13 | 13 | The Vows           | Dean Parisot        | Marta Kauffman, Howard J. Morris, Alexa Junge | 8 maja 2015      |                         |

## Sezon 2 (2015)
| Nr | #  | Tytuł           | Reżyseria         | Scenariusz                          | Premiera Netflix | Premiera Netflix Polska |
| -- | -- | --------------- | ----------------- | ----------------------------------- | ---------------- | ----------------------- |
| 14 | 1  | The Wish        | Dean Parisot      | Marta Kauffman, Howard J. Morris    | 6 maja 2016      | 6 maja 2016             |
| 15 | 2  | The Vitamix     | Rebecca Asher     | Alexa Junge                         | 6 maja 2016      | 6 maja 2016             |
| 16 | 3  | The Negotiation | Trent O’Donnell   | Billy Finnegan                      | 6 maja 2016      | 6 maja 2016             |
| 17 | 4  | The Road Trip   | Arlene Sanford    | Nancy Fichman, Jennifer Hoppe-House | 6 maja 2016      | 6 maja 2016             |
| 18 | 5  | The Test        | Andy Ackerman     | John Hoffman                        | 6 maja 2016      | 6 maja 2016             |
| 19 | 6  | The Chicken     | Jann Turner       | Julie Durk                          | 6 maja 2016      | 6 maja 2016             |
| 20 | 7  | The Boar        | Michael Showalter | Julieanne Smolinski                 | 6 maja 2016      | 6 maja 2016             |
| 21 | 8  | The Anchor      | Melanie Mayron    | David Budin, Brendan McCarthy       | 6 maja 2016      | 6 maja 2016             |
| 22 | 9  | The Goodbyes    | Jason Ensler      | Nancy Fichman, Jennifer Hoppe-House | 6 maja 2016      | 6 maja 2016             |
| 23 | 10 | The Loophole    | Lee Rose          | Billy Finnegan                      | 6 maja 2016      | 6 maja 2016             |
| 24 | 11 | The Bender      | Alex Hardcastle   | Brooke Wied, Alex Burnett           | 6 maja 2016      | 6 maja 2016             |
| 25 | 12 | The Party       | Wendey Stanzler   | Alexa Junge                         | 6 maja 2016      | 6 maja 2016             |
| 26 | 13 | The Coup        | Rebecca Asher     | Marta Kauffman, Howard J. Morris    | 6 maja 2016      | 6 maja 2016             |

## Sezon 3 (2017)
| Nr | #  | Tytuł              | Reżyseria       | Scenariusz                       | Premiera Netflix | Premiera Netflix Polska |
| -- | -- | ------------------ | --------------- | -------------------------------- | ---------------- | ----------------------- |
| 27 | 1  | The Art Show       | Marta Kauffman  | Marta Kauffman, Howard J. Morris | 24 maja 2017     | 24 maja 2017            |
| 28 | 2  | The Incubator      | Arlene Sanford  | Billy Finnegan                   | 24 maja 2017     | 24 maja 2017            |
| 29 | 3  | The Focus Group    | Ken Whittingham | Wil Calhoun                      | 24 maja 2017     | 24 maja 2017            |
| 30 | 4  | The Burglary       | Alex Hardcastle | Brendan McCarthy, David Budin    | 24 maja 2017     | 24 maja 2017            |
| 31 | 5  | The Gun            | Rebecca Asher   | Julie Durk                       | 24 maja 2017     | 24 maja 2017            |
| 32 | 6  | The Pot            | Andy Ackerman   | Julieanne Smolinski              | 24 maja 2017     | 24 maja 2017            |
| 33 | 7  | The Floor          | Rebecca Asher   | Alexa Junge                      | 24 maja 2017     | 24 maja 2017            |
| 34 | 8  | The Alert          | Melanie Mayron  | John Hoffman                     | 24 maja 2017     | 24 maja 2017            |
| 35 | 9  | The Apology        | Ken Whittingham | Alex Kavallierou, Sara Lohman    | 24 maja 2017     | 24 maja 2017            |
| 36 | 10 | The Labels         | Arlene Sanford  | Alex Burnett, Brooke Wied        | 24 maja 2017     | 24 maja 2017            |
| 37 | 11 | The Other Vibrator | Rebecca Asher   | Billy Finnegan                   | 24 maja 2017     | 24 maja 2017            |
| 38 | 12 | The Musical        | Arlene Sanford  | Wil Calhoun                      | 24 maja 2017     | 24 maja 2017            |
| 39 | 13 | The Sign           | Rebecca Asher   | Marta Kauffman, Howard J. Morris | 24 maja 2017     | 24 maja 2017            |

## Sezon 4 (2018)
| Nr | #  | Tytuł                 | Reżyseria              | Scenariusz                       | Premiera Netflix | Premiera Netflix Polska |
| -- | -- | --------------------- | ---------------------- | -------------------------------- | ---------------- | ----------------------- |
| 40 | 1  | The Lodger            | Alex Hardcastle        | Marta Kauffman, Howard J. Morris | 19 stycznia 2018 | 19 stycznia 2018        |
| 41 | 2  | The Scavengender Hunt | Ken Whittingham        | Marta Kauffman, Howard J. Morris | 19 stycznia 2018 | 19 stycznia 2018        |
| 42 | 3  | The Tappys            | Rebecca Asher          | Billy Finnegan                   | 19 stycznia 2018 | 19 stycznia 2018        |
| 43 | 4  | The Expiration Date   | Alex Hardcastle        | John Hoffman                     | 19 stycznia 2018 | 19 stycznia 2018        |
| 44 | 5  | The Pop-Ups           | Rebecca Asher          | Julia Durk                       | 19 stycznia 2018 | 19 stycznia 2018        |
| 45 | 6  | The Hinge             | Ken Whittingham        | Julieanne Smolinksi              | 19 stycznia 2018 | 19 stycznia 2018        |
| 46 | 7  | The Landline          | Randall Keenan Winston | Michael Platt, Barry Safchik     | 19 stycznia 2018 | 19 stycznia 2018        |
| 47 | 8  | The Lockdown          | Gail Lerner            | David Budin, Brendan McCarthy    | 19 stycznia 2018 | 19 stycznia 2018        |
| 48 | 9  | The Knee              | Rebecca Asher          | Gretchen Enders                  | 19 stycznia 2018 | 19 stycznia 2018        |
| 49 | 10 | The Death Stick       | Ken Whittingham        | Brooke Wied                      | 19 stycznia 2018 | 19 stycznia 2018        |
| 50 | 11 | The Tub               | Rebecca Asher          | Alex Burnett                     | 19 stycznia 2018 | 19 stycznia 2018        |
| 51 | 12 | The Rats              | Alan Poul              | Sara Lohman, Alex Kavallierou    | 19 stycznia 2018 | 19 stycznia 2018        |
| 52 | 13 | The Home              | Marta Kauffman         | Melissa DiNicola, Billy Finnegan | 19 stycznia 2018 | 19 stycznia 2018        |

## Sezon 5 (2019)
| Nr | #  | Tytuł           | Reżyseria              | Scenariusz                       | Premiera Netflix | Premiera Netflix Polska |
| -- | -- | --------------- | ---------------------- | -------------------------------- | ---------------- | ----------------------- |
| 53 | 1  | The House       | Michael Showalter      | Marta Kauffman, Howard J. Morris | 18 stycznia 2019 | 18 stycznia 2019        |
| 54 | 2  | The Squat       | Ken Whittingham        | Billy Finnegan                   | 18 stycznia 2019 | 18 stycznia 2019        |
| 55 | 3  | The Aide        | Kyra Sedgwick          | Barry Safchik, Michael Platt     | 18 stycznia 2019 | 18 stycznia 2019        |
| 56 | 4  | The Crosswalk   | John Hoffman           | John Hoffman                     | 18 stycznia 2019 | 18 stycznia 2019        |
| 57 | 5  | The Pharmacy    | Randall Keenan Winston | Julie Durk                       | 18 stycznia 2019 | 18 stycznia 2019        |
| 58 | 6  | The Retreat     | Rebecca Asher          | Julieanne Smolinski              | 18 stycznia 2019 | 18 stycznia 2019        |
| 59 | 7  | The Tremor      | Ken Whittingham        | David Budin, Brendan McCarthy    | 18 stycznia 2019 | 18 stycznia 2019        |
| 60 | 8  | The Ceremony    | Rebecca Asher          | Brooke Wied                      | 18 stycznia 2019 | 18 stycznia 2019        |
| 61 | 9  | The Website     | Silver Tree            | Alex Burnett                     | 18 stycznia 2019 | 18 stycznia 2019        |
| 62 | 10 | The Highs       | Ken Whittingham        | Alex Kavallierou                 | 18 stycznia 2019 | 18 stycznia 2019        |
| 63 | 11 | The Video       | David Warren           | David Budin, Brendan McCarthy    | 18 stycznia 2019 | 18 stycznia 2019        |
| 64 | 12 | The Wedding     | Alex Hardcastle        | Ben Siskin, Billy Finnegan       | 18 stycznia 2019 | 18 stycznia 2019        |
| 65 | 13 | The Alternative | Marta Kauffman         | Marta Kauffman, Howard J. Morris | 18 stycznia 2019 | 18 stycznia 2019        |